# Krucifix (Pravy)
Pískovcový kříž se nalézá u autobusové zastávky naproti budově obecního úřadu v obci Pravy v okrese Pardubice. V těsné blízkosti krucifixu se nalézá kovová zvonice.

## Popis
Pískovcový krucifix stojí ohrazen ozdobnou kovovou mříží s dvířky na čelní straně pod lipami. Ozdobná mříž je uchycena v cihlovém základu.
Uprostřed mříže stojí na dvou pískovcových schodech hranolový podstavec zakončený nahoře profilováním. Na jeho čelní straně je ve vyhloubeném rámečku vytesán nápis: „Pojtež ke mně všichni kteříž pracujete a obtíženi jste, a já vás občerstvím. Léta Páně 1859.“
Na podstavci stojí pilíř, na jehož čelní straně je vyhlouben rámeček, nahoře obloukovitě zakončený. V rámečku je umístěn reliéf svatého Josefa.
Na pilíři je na menším profilovaném podstavci postaven pískovcový krucifix se zlaceným drobným korpusem Krista a nápisem INRI.

## Galerie

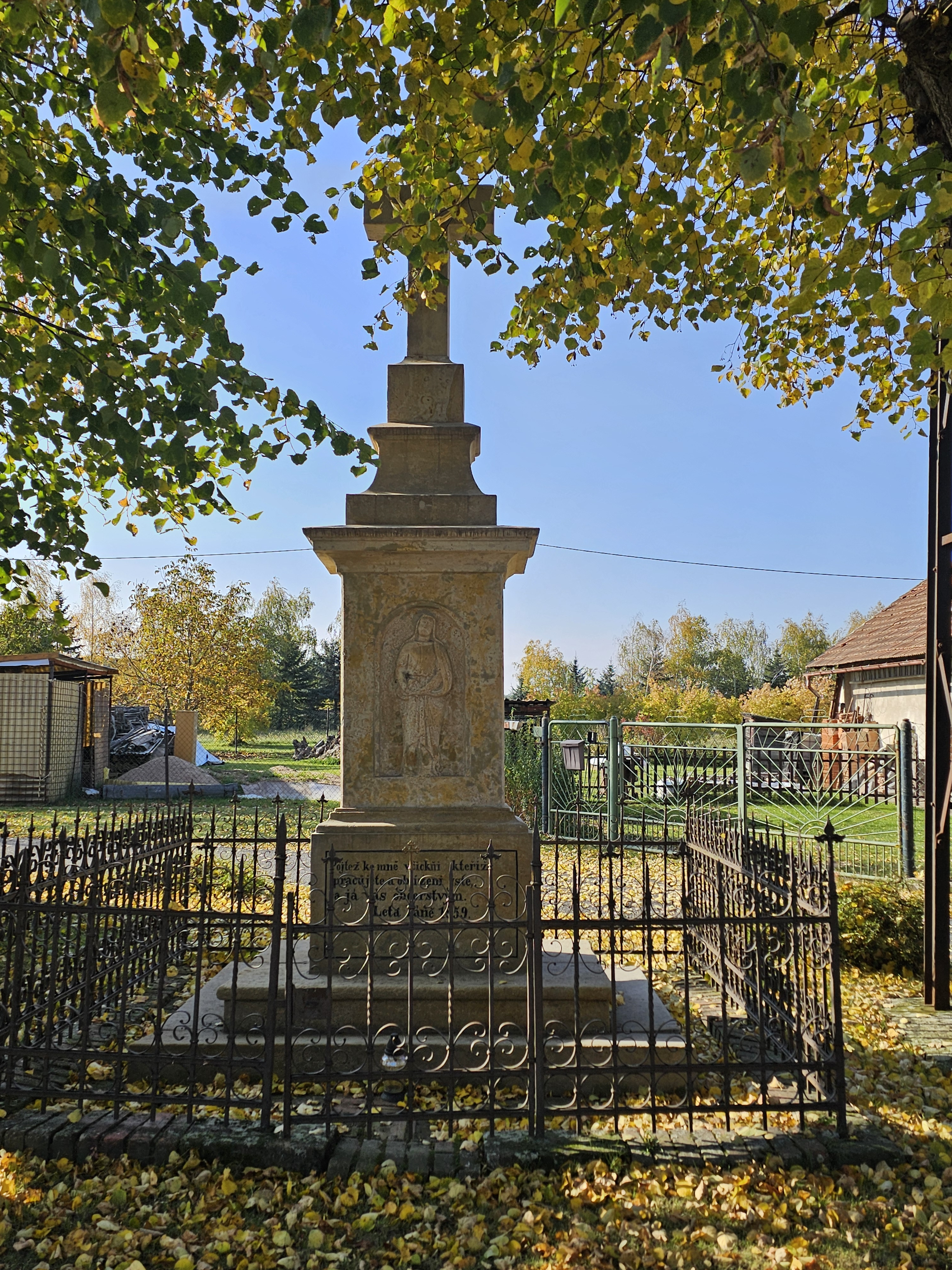
Krucifix v obci Pravy - stav podzim 2024